# Polos

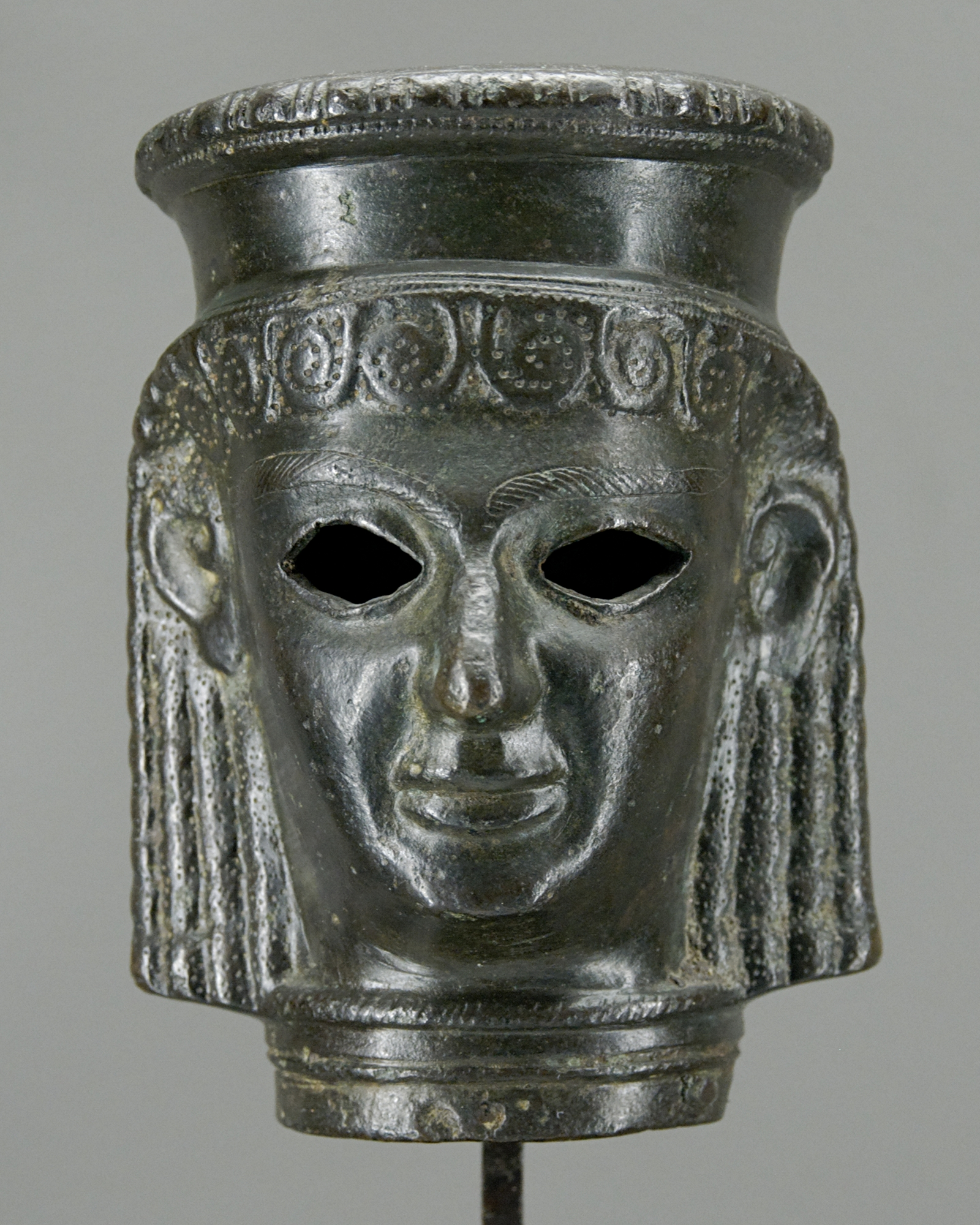
Testa femminile con indosso il polos. Bronzo della seconda metà del VII secolo a.C., da Creta

Il polos (in greco antico: πόλος?) è un ornamento (una sorta di copricapo o corona) di forma cilindrica, sferica, o anche quadrangolare, che cingeva il capo di divinità femminili del Vicino Oriente antico e dell'Anatolia, che fu adottato dagli antichi greci per adornare le rappresentazioni scultoree di figure di divinità femminili come Grandi Madri, Rea, Cibele e Era, o di donne addette ai culti. La parola greca significa anche "asse"/"pivot" e, in questo significato, è strettamente imparentato etimologicamente con parole di lingue europee dal suono analogo. Il polos era spesso aperto in alto con la fuoriuscita di una cascata di capelli dai lati, o poteva ridursi a un semplice anello.
In età classica, non sembra che le donne usassero indossare il polos, ma l'ornamento si riscontra frequentemente in statuette di terracotta di donne della età micenea, così l'uso in statue di divinità può essere visto come un deliberato arcaismo Il polos è indossato da due sculture arcaiche facenti parte della cosiddetta Triade di Dreros, ora al Museo archeologico di Iraklio, tre sphyrelata "nel primo stile orientalizzante del tardo ottavo secolo".
Alcuni polos sembrano essere manufatti ottenuti da tessitura di natura sconosciuta. A parte le rappresentazioni scultoree, nessun esemplare è mai stato rinvenuto negli scavi archeologici, suggerendo una probabile fattura ottenuta con materiali deperibili.